# もなむす
もなむすとは、長野県上田市の株式会社シマシステムが、2008年（平成20年）に開発した御飯と最中（もなか）を組み合わせた和風ファストフードである。

## 概要
もち米で作った最中の皮に挟むのは、粘りけが少なくさめても美味しいササニシキをメインにしたブレンド米。
野沢菜炒め、きゃら蕗、ふき味噌、鮎のうるか味噌、おかかや昆布佃煮、イクラや焼鮭などの発酵食品や日本の伝統的な保存食を具材に、表面をさっと炙れば、香ばしさが増しサクサクふわっとした不思議な歯ごたえが楽しめる。

## 特徴
直径6cm、厚さ3cmという口に入れやすい大きさ。最中の皮でご飯を挟んでいるので、手を汚さずに気軽に食べられる。「もなむす」専用の皮なので唇や口の中に張り付くことはない。
バーナーで軽く炙るため香ばしさも増す。皮には独自の防湿処理を施してあるので、サクサクふわっとした食感が楽しめる。

## 米
「もなむす」で使用する米は、粘りけが少なくあっさりとしていて冷めても美味しいササニシキにコシヒカリを8：2の割合でブレンドしたもの。いずれも、地元の東御市の農家で契約栽培している。

## 業態
「もなむす」一つからの軽食やセットメニューによるランチ、夜は純米酒和乃醇などとともにスタンドバーとしての営業も可能。
商店街の空き店舗を活用し、経費を抑え1人でも回せるスモールビジネスとして多店舗展開も進める。

## 経過
- 2008年12月 - 長野県上田市のレストラン膳にて、「もなむす」試食会。
- 2009年2月 - TSBゆうがたGet!で俳優峰竜太が、「もなむす」を食す。
- 2009年2月 - SBC3時は!ららら♪で、「もなむす」紹介
- 2009年3月 - 善光寺御開帳を控える長野市問御所町トイーゴWESTに直営店「掛け茶屋もなむす」オープン。
- 2009年3月 - TBSピンポン!にて、「もなむす」紹介。
- 2009年4月 - NBSスペシャルにて、「もなむす」紹介。
- 2009年6月 - 上信越自動車道上り東部湯の丸SA内で販売
- 2009年7月 - SBC3時は!ららら♪で、「もなむす」紹介。
- 2009年8月～10月 - 多摩美術大学との産学共同研究 “日本の「食」をデザインする”
- 2009年10月 - SBC善光寺表参道秋祭りにて、くわばたおはらが、「もなむす」を食す。
- 2009年12月 - TBSはなまるマーケットにて、「もなむす」紹介。
- 2009年12月 - 中央自動車道下り諏訪湖SA内で販売
- 2010年6月 - テレビ朝日お願い!ランキングにて放送
- 2010年7月 - 兵庫県ウエルネスアグリコーポレーション社の「もかむす」と理念を共有できるとのことで協力体制をとることに合意。

## 特許・商標
- 2009年3月4日 -「皮付きおにぎりの製造方法」に関する特許出願中
- 2009年5月22日 -「もなむす」「monamusu」外1件 商標登録